# キン族
キン族（キンぞく、京族、ベトナム語：Người Kinh / 𠊛京、中国語: 京族 Jīnɡzú)、または ベト族（越族、ベトナム語：Người Việt / 𠊛越) は、ベトナムの主要民族で、狭義におけるベトナム人である。

## 居住地域
キン族はベトナムの他、ベトナムの周辺国（中国、ラオス、カンボジア、タイ）でも、少数民族として暮らしている。
中国語普通話では、日本語表記するとジン族（漢字表記は同じく京族）に近い発音で読む。ジン族は民族識別工作により、「中国の少数民族」の1つと中国政府に認定されている。ジン族は主に広西チワン族自治区に住んでいる。
また、ベトナム戦争によって発生した難民が、アメリカ、香港、オーストラリアなどに多数亡命している。特に、オーストラリアでは1990年にオーストラリア国内で誕生したベトナム系の人口が、難民として流入してきた人口を上回り、芸術やスポーツの分野で活躍する者も出てくるなど一定の社会基盤を築いている。
また、近年では出稼ぎ労働者、配偶者として台湾などへの移住が増えており、「越南勞工」、「越南新娘」と呼ばれている。
日本国内では他の在日外国人と比較すると（キン族を含む）国籍上のベトナム人の割合は多くなかったが、2010年代以降に急上昇した。法務省出入国在留管理庁の統計によれば、2024年の時点で634,361人が日本に合法滞在している。同年における日本の外国人では中国の873,286人に次いで2番目に多い。

## 歴史
キン族は現在の中国南部が起源と言われているが、詳しいことは定かではない。オーストロアジア語族系統のモン族との関連が一部から指摘されている。
紀元前には、現在のベトナム北部に当たる地域で勢力を伸ばし、東南アジア最古の青銅器文化として知られるドンソン文化を発達させ、原始的だが小規模な国家群を形成していた。これが、現在のキン族の直接の先祖である民族（古越人）である。同地域は秦成立以後、千年以上にわたって中国の支配を受け続けたため、東南アジアの他の周辺地域の民族と違って例外的にインド文明をほとんど受容せず、漢字を使用し、中国風の姓を持つようになるなど中国文明を幅広く受け入れていった。
しかし、完全に中国に同化することは一度も無かった。一定の独立性を保ち、しばしば中国の中央に対して反乱も起こした。この時期の同地域勢力の中には、現代ベトナムの歴史教育では独立王朝として扱われている物もある。また、現在のベトナム中部から南部に当たる地域では、オーストロネシア語族系統の古チャム人（後のチャム族）がチャンパ王国を形成していた。
唐末期の中央政府の混乱で中国の支配が衰えると、938年に最初のキン族の王朝とされる呉朝が成立する。さらに丁朝と呼ばれる王朝が興った。ベトナム史略等、ベトナムの史書は、この丁朝以降を正式なベトナムの王朝として扱っている物が多い。これらの王朝は、周辺の少数民族を従えながら南進し、チャンパ王国としばしば争い、17世紀には黎朝が現在のベトナム領土をほぼ確定させた。
以後、1887年のフランス領インドシナの成立でフランスによる植民地化が成され、さらに1940年、日本の仏印進駐によってベトナムは二つの国によって統治されることになるが、後に独立を達成してベトナム戦争、中越戦争を経て現在に至る。

## 文化
ベトナムはインドシナ半島に存在しているが、インドシナとはその名の通りインドと中国の間にある。中国に近い地域であったベトナム北部に居住していたキン族は他の民族がインド文明を受容したのに対して、中国文明を受容することになる。
中国文明を受容したため、中国に類似する文化が数多くある。中国風の名を名乗り、文字や文章は漢字・漢文を使用していた漢字文化圏である。そもそも、ベトナムという名称自体が「越南」という漢字のベトナム語読み（漢越読み）である。かつては、ベトナム語を表すためにチュノムと呼ばれる漢字を応用した独自の文字を使用していた。現在では、フランス人宣教師により考案された補助記号を付けたラテン文字であるクォック・グー（国語）が使用され、漢字、チュノムとも冠婚葬祭を除いてはほとんど用いられなくなっている。

## 宗教
民族で統一された宗教は存在しないが、キン族においては仏教、道教、儒教に加え、フランス植民地時代に伝えられたキリスト教（主にカトリック）が信仰されている。極少数ながら、チャム族等の少数民族との交流によって、彼らが信仰しているイスラム教を受容したムスリム/ムスリマも存在する。その他に、田畑や道路の辻などに置いた祠に線香をあげるような土着信仰も根強い。新宗教としては、儒教、道教、仏教、キリスト教、イスラム教を混淆させたカオダイ教や、仏教系のホアハオ教も盛んである。